# جانيت روبن
جانيت روبن (بالإنجليزية: Janet Robin)‏ هي مغنية أمريكية، ولدت في 1966 في لوس أنجلوس في الولايات المتحدة.

## وصلات خارجية
- الموقع الرسمي
- جانيت روبن على موقع ميوزك برينز (الإنجليزية)
- جانيت روبن على موقع ديسكوغز (الإنجليزية)